# Mạng Tin tức châu Á

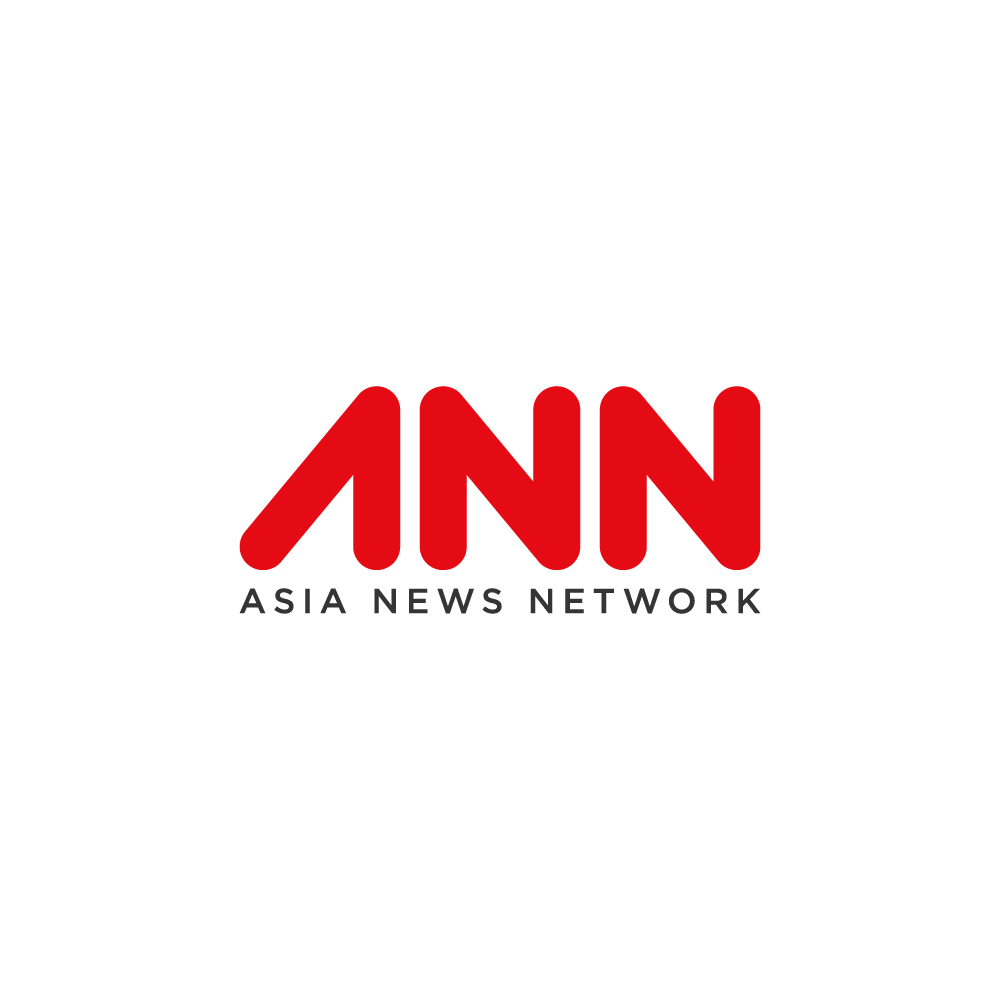
Biểu trưng mới của Mạng Tin tức châu Á (Asia News Network, viết tắt: ANN) được chọn sử dụng vào ngày 28/05/2016 tại cuộc họp của các thành viên ANN tổ chức ở Bắc Kinh, Trung Quốc. Biểu trưng này được nhà thiết kế đồ họa Steven Cruz 「スティーブン」 thiết kế vào tháng 02/2016.

Mạng Tin tức châu Á (tiếng Anh: Asia News Network, viết tắt: ANN) là mạng lưới 22 tập đoàn truyền thông ở các thành phố châu Á, được tổ chức để thúc đẩy hợp tác và đẩy mạnh độ bao phủ của các sự kiện truyền thông lớn của khu vực.
Trụ sở chính của ANN đặt tại văn phòng của Tập đoàn đa truyền thông quốc gia (Nation Multimedia Group) ở Băng Cốc. Bên cạnh website, tổ chức này cũng phát hành tạp chí điện tử ra hàng tuần tên là AsiaNews HD, với phần nội dung được đóng góp từ các thành viên cũng như từ ban biên tập tạp chí.

## Thành viên đầy đủ
- Bangladesh - The Daily Star
- Cộng hòa Nhân dân Trung Hoa - China Daily
- Ấn Độ - The Statesman
- Indonesia - The Jakarta Post
- Iran - Tehran Times
- Nhật Bản - The Yomiuri Shimbun | The Japan News
- Malaysia - Sin Chew Jit Poh | The Star
- Nepal - The Kathmandu Post
- Pakistan - Dawn
- Philippines - Philippine Daily Inquirer
- Hàn Quốc - The Korea Herald
- Sri Lanka - The Island
- Singapore - The Straits Times
- Đài Loan - The China Post
- Thái Lan - The Nation
- Việt Nam - Việt Nam News

## Các thành viên khác
- Bhutan - Kuensel
- Brunei - The Brunei Times
- Campuchia - Rasmei Kampuchea
- Lào - Vientiane Times
- Myanmar - Eleven Media Group